# Phasia aldrichi
Phasia aldrichi är en tvåvingeart som först beskrevs av Townsend 1891.  Phasia aldrichi ingår i släktet Phasia och familjen parasitflugor. Inga underarter finns listade i Catalogue of Life.